# Falsomesosella theresae
Falsomesosella theresae es una especie de escarabajo longicornio del género Falsomesosella, tribu Mesosini, subfamilia Lamiinae. Fue descrita científicamente por Pic en 1945.

## Descripción
Mide 8 milímetros de longitud.

## Distribución
Se distribuye por Vietnam.